# Nostra Senyora de Fàtima de Granollers
Nostra Senyora de Fàtima de Granollers és una església de Granollers (Vallès Oriental) inclosa a l'Inventari del Patrimoni Arquitectònic de Catalunya.

## Descripció
La part exterior de l'església té forma el·líptica truncada, acampanada, de maó vermell. A la façana principal hi ha unes vidrieres amb set plans, amb la representació de la Verge de Fàtima sobre l'alzina. La part interior és del mateix color del ciment i el sostre està decorat amb motius geomètrics de ferro. Crucifix amb fusta de (285 cm alçada); a l'altar major, obra de l'escultor català Josep Maria Codina Corona.
Les vidrieres són obra de la "Unión de artistas vidrieros" com la capella del Santíssim de Sant Esteve de Granollers.

## Història
La demarcació parroquial té 3.023 K2 i comprèn les zones denominades "Can Xarlet" i "Barri del Nord". El 1961 es beneí la primera pedra, duta expressament del Santuari de Nostra Senyora de Fàtima, de Portugal. És del mateix santuari la imatge que es venera actualment a l'altar central. El 15 d'agost del 1963 l'arquebisbe Gregori Modrego beneí i inaugurà solemnement el nou temple parroquial.